# Freiwilligenpreis
Der Freiwilligenpreis ist ein Preis, der von der Schweizerischen Gemeinnützigen Gesellschaft (SGG) verliehen wird. Er wurde 2010 zum 200-jährigen Bestehen der Stiftervereinigung erstmals verliehen und soll «das freiwillige Engagement von Bürgern/-innen fördern und öffentlich sichtbar machen». Der Preis ist mit 100'000 Fr. dotiert und wird jährlich verliehen; Voraussetzung für die Verleihung des Preises ist ein Konzept über die Verwendung des Preisgeldes.

## Die Preisjury
- Peter Bucher, Präsident der Jury und Mitglied der Zentralkommission der SGG
- Niklaus Merz, Gesellschaft für das Gute und Gemeinnützige Basel (GGG)
- Maria Luisa Zürcher, Schweizerischer Gemeindeverband
- Doris Lüscher, Vorstandsmitglied der SGG
- Hans Hollenstein, Regierungspräsident des Kantons Zürich
- Ulrich Pfister, Präsident der Gemeinnützigen Gesellschaft des Kantons Zürich (GGKZ)

## Preisträger
- 2010: Tischlein deck dich
- 2011: «Hospiz-Dienst St. Gallen», Stiftung «Die Chance» und «IG Schloss Dottenwil Wittenbach»
- 2012: Schweizer Wanderwege
- 2013: AGIS[1]